# Jeroni Albanell i Dalmau
Jeroni Albanell i Dalmau   (segle XV - 1504) va ser un advocat i funcionari reial català, pare de Galceran Albanell i Durall.

## Biografia
Entre el 1480 i el 1491 exercí diverses vegades de jurat de Barcelona i d'advocat agregat de la ciutat. Fou cap del monopoli del proveïment de carn de Barcelona, juntament amb Jaume Destorrent, a qui succeí com a advocat de la Generalitat.
Col·laborador fidel de Ferran el Catòlic, el 1491 fou nomenat lloctinent de Mallorca i regent de la cancelleria reial de Catalunya, i el 1494 passà a ésser-ho del Consell d'Aragó, càrrec que exercí fins a la seva mort el 1504.
Per la seva doble condició de ciutadà honrat de Barcelona i de funcionari reial, va tenir un paper cabdal en la reforma del Consell de Cent de Barcelona (i molts d'altres municipis i corporacions catalans) quan el 1498 el rei Ferran li encomanà la redacció, juntament amb Jaume Destorrent, del privilegi d'insaculació.